# Flook
Flook je anglo-irská hudební skupina hrající tradiční folkovou instrumentální hudbu, která je převážně vlastní tvorbou skupiny. Jejich hudba je charakterizována jako extrémně rychlá. Používají tradiční nástroje – tin whistle, irskou příčnou flétnu, kytaru a bodhrán.

## Historie
Kapela byla založena roku 1995 původně Becky Morrisem s jeho třemi na flétnu hrajícími přáteli Sarah Allen, Brian Finnegan a Michael McGoldrick, který kapelu roku 1997 opustil a stal se členem Capercaillie. Kapela se nakrátko stala známou jako "Three Nations Flutes".
V prosinci 2008 rozeslala kapela vánoční zprávu s oznámením, že se kapela rozpadla."Chceme Vám popřát Veselé Vánoce a také se s vámi podělit o novinku" znělo vyjádření kapely. "Po více než 13 letech, stovkách koncertů, milionech společně nacestovaných milích a nespočtu skvělých zážitcích jsme se rozhodli to zabalit. Může to být trvalá nebo prodloužená pauza, kdo ví, ale stále jsme skvělí přátelé a vždy budeme mít na co pamatovat a vzpomínat. Možná to zní jako klišé, ale je to hluboká pravda."
Aktuálně je kapela opět pohromadě a hrají koncerty.

## Členové
- Sarah Allen hraje na Böhmovu, tedy moderní, příčnou flétnu, altovou příčnou flétnu a akordeon. Také byla členkou Barely Works, Bigjig a The Happy End Big Band.
- Brian Finnegan hraje na irskou příčnou flétnu, tin whistle a low whistle. Byl členem Upstairs in a Tent a Maalstroom.
- Ed Boyd hraje na kytaru a bouzouki. Je zakládajícím členem Red Ciel.
- John Joe Kelly hraje na bodhrán a mandolínu. Spolupracoval také s Altan a Paul Brady a hraje na session.

## Bývalí členové
- Damien O'Kane, který se stal členem v roce 2008, hrál na banjo and tenorovou kytaru a také zpívá.
- Michael McGoldrick hrál na irskou příčnou flétnu a tin whistle, opustil Flook v roce 1997.

## Alba
- Flook! Live! (1996)
- Flatfish (1999) Flatfish Records
- Rubai (2002) Flatfish Records
- Haven (2005) Flatfish Records
- Ancora (2019) Flatfish Records